# Voyage from Yesteryear
Voyage from Yesteryear là một tiểu thuyết khoa học viễn tưởng năm 1982 của nhà văn người Anh James P. Hogan.